# برایان استاک
برایان استاک (انگلیسی: Brian Stock؛ زادهٔ ۲۴ دسامبر ۱۹۸۱) یک بازیکن فوتبال اهل بریتانیا است.